# Frauenriedhausen
Frauenriedhausen ist ein Stadtteil von Lauingen (Donau) im schwäbischen Landkreis Dillingen an der Donau in Bayern. Er wurde am 1. Mai 1978 in die Stadt Lauingen eingemeindet. Frauenriedhausen liegt fünf Kilometer nordwestlich von Lauingen auf der Hochterrassenebene.

## Geschichte
Der Ort ist vermutlich eine Ausbausiedlung von Wittislingen. Er wird erstmals 1135 als „Rithusin“ überliefert. Ab 1269 wird Riedhausen zur Unterscheidung von dem anderen Riedhausen (heute Veitriedhausen) auch als „Riedhausen inferius“ (unteres Riedhausen) bezeichnet. In der ersten Hälfte des 14. Jahrhunderts tauchte erstmals der Ortsname in Verbindung mit dem Kirchenpatrozinium als Riethusen, da unser Fraw restet auf, was als Beleg für das Bestehen einer Kirche angesehen werden kann. Im 16. Jahrhundert setzte sich der heutige Name Frauenriedhausen durch. 
Frauenriedhausen unterstand dem alten Landgericht Höchstädt und gehörte im Mittelalter zum Herzogtum Bayern. Die niedere Obrigkeit war sehr zersplittert, es waren um 1560 im Ort begütert: das Kloster Obermedlingen, das Kloster Kaisheim, das Kloster Maria Medingen, das Dominikanerinnenkloster in Dillingen, das Kloster Sankt Agnes in Lauingen, die Lauinger Spitalstiftung und die Stadt Lauingen selbst. Diese übte seit der Mitte des 16. Jahrhunderts die Niedere Gerichtsbarkeit aus und hatte einen Vogt im Ort. Frauenriedhausen war nun eine Hofmark von Lauingen unter pfalz-neuburgischer Landeshoheit. 1809 kam der Ort zum Landgericht Lauingen.

## Religionen

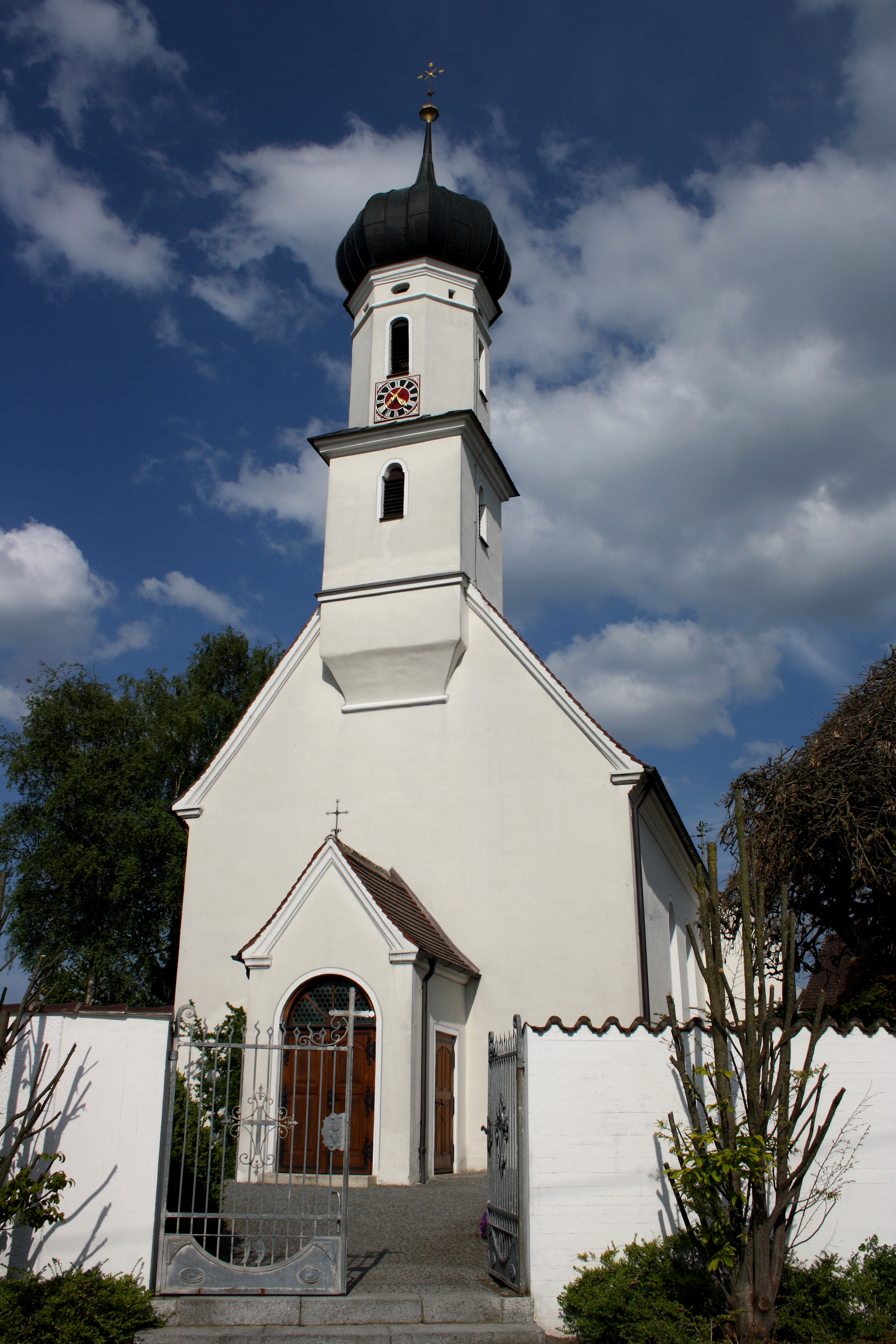
Kirche Mariä Himmelfahrt in Frauenriedhausen

Frauenriedhausen gehörte ursprünglich zur Pfarrei in Wittislingen und kam bei der Einführung der Reformation an die protestantische Pfarrei Lauingen und nach 1560 an die protestantische Pfarrei in Hausen. Bei dieser Zuordnung blieb es auch nach der Durchführung der Gegenreformation, erst 1835 wurde Frauenriedhausen eine selbständige Pfarrkuratie. 
Die katholische Pfarrkirche Mariä Himmelfahrt ist im Kern aus dem 13. Jahrhundert.

## Bevölkerungsentwicklung
- 1840: 160 Einwohner
- 1939: 167 Einwohner
- 1950: 228 Einwohner
- 1961: 217 Einwohner[1]
- 1970: 194 Einwohner[1]
- 2000: 209 Einwohner

## Baudenkmäler
Siehe: Liste der Baudenkmäler in Frauenriedhausen

## Bodendenkmäler
Siehe: Liste der Bodendenkmäler in Lauingen (Donau)